# 周金然
周金然（？—？），字廣居，號廣庵，別號七十二峰主人。浙江山陰縣（今紹興市）人。
康熙二十一年（1682年）進士，榜名金然。改庶吉士，散館授編修，官至洗馬中允。工書法，退休時上呈所寫書法，康熙帝制五言十二韻褒之。著有《娛暉草》、《西山紀遊》、《和靖節集》、《和昌谷集》。